# Mark Dean
Mark Dean (Nassau, 30 dicembre 1970) è un ex cestista bahamense.

## Carriera
Con le Bahamas ha disputato i Giochi panamericani del 1991 e i Campionati americani del 1995.